# Mondo islamico
Il termine mondo islamico (o Umma, che significa "nazione" o "comunità") ha diversi significati. La Umma islamica indica coloro che aderiscono agli insegnamenti dell'Islam (musulmani). 
Dal punto di vista geopolitico moderno, il termine "nazioni islamiche" di solito si riferisce ai paesi abitati in maggioranza da musulmani.
Nonostante lo stile di vita musulmano enfatizzi l'unità e la difesa dei musulmani, esistono diverse scuole e correnti. Nel passato sia correnti pan-islamiste sia correnti nazionaliste hanno influenzato lo stato del mondo musulmano.
Nel 2023, 2 miliardi di persone o circa il 25% della popolazione mondiale sono musulmani. il 91.2% nel Medio-Oriente e in Nord Africa, il 29.6% nell'Africa sub-sahariana, circa il 6.0% in Europa, e lo 0.6% nelle Americhe.

## Storia

La Tabula Rogeriana, disegnata da Al-Idrisi nel 1154, una delle più avanzate mappe del mondo arcaiche. Al-Idrisi scrisse anche delle diverse comunità musulmane trovate in varie terre.

La storia dell'Islam comprende la storia della fede islamica come una religione e come un'istituzione sociale. La storia dell'Islam iniziò in Arabia con la prima recitazione del Corano da parte del profeta Maometto nel VII secolo durante il mese del Ramadan.
Tuttavia, l'islam sotto il Califfato dei Rashidun crebbe rapidamente. L'espansione geografica della potenza musulmana si estese ben oltre la Penisola Arabica e nella forma di un vasto impero musulmano con un'area di influenza che si allungava dall'India nord-occidentale, attraverso Asia centrale, Medio Oriente, Nord Africa, Penisola Iberica fino ai Pirenei e Sicilia.
Un secolo dopo la morte del profeta, l'impero islamico si estendeva dalla Spagna ad ovest fino al fiume Indo ad est. Gli imperi successivi come quelli di Abbasidi, Fatimidi, Almoravidi, Selgiuchidi, Ajuran, Adal e Warsangali in Somalia, Moghul e Safavidi in Persia e ottomani furono tra le potenze più influenti e illustri nel mondo.

### Cultura classica

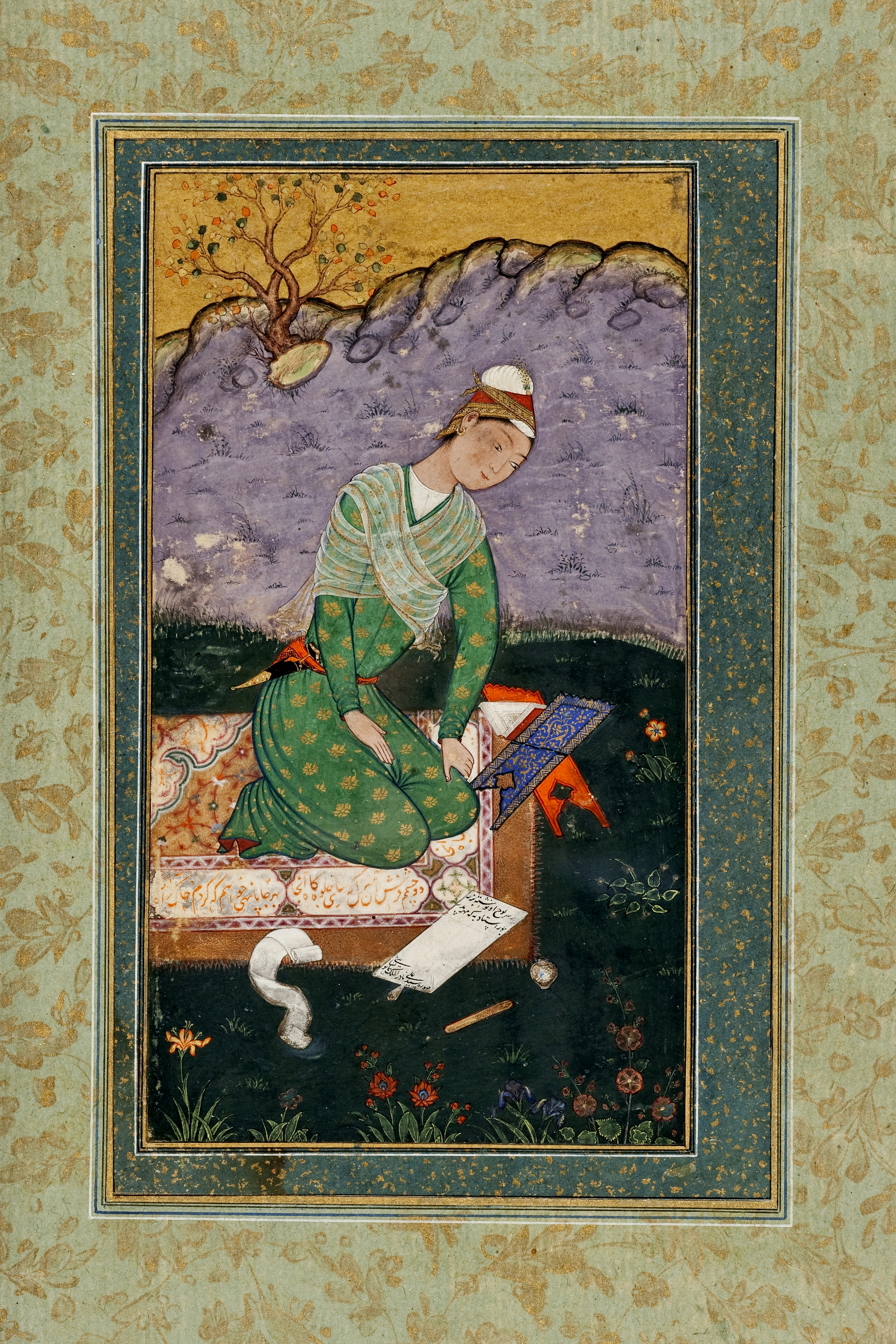
Mir Sayyid Ali, uno studioso che srive un commento sul Corano, durante il regno dell'imperatore Moghul Shah Jahan.
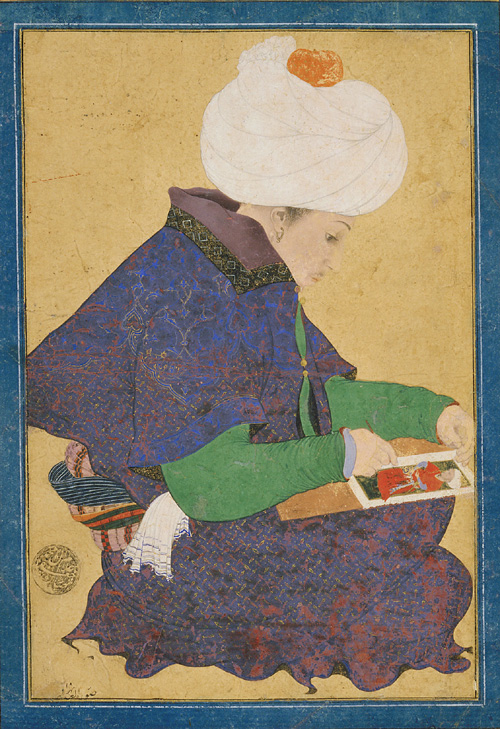
Ritratto di un pittore durante il regno del sultano ottomano Mehmet II.
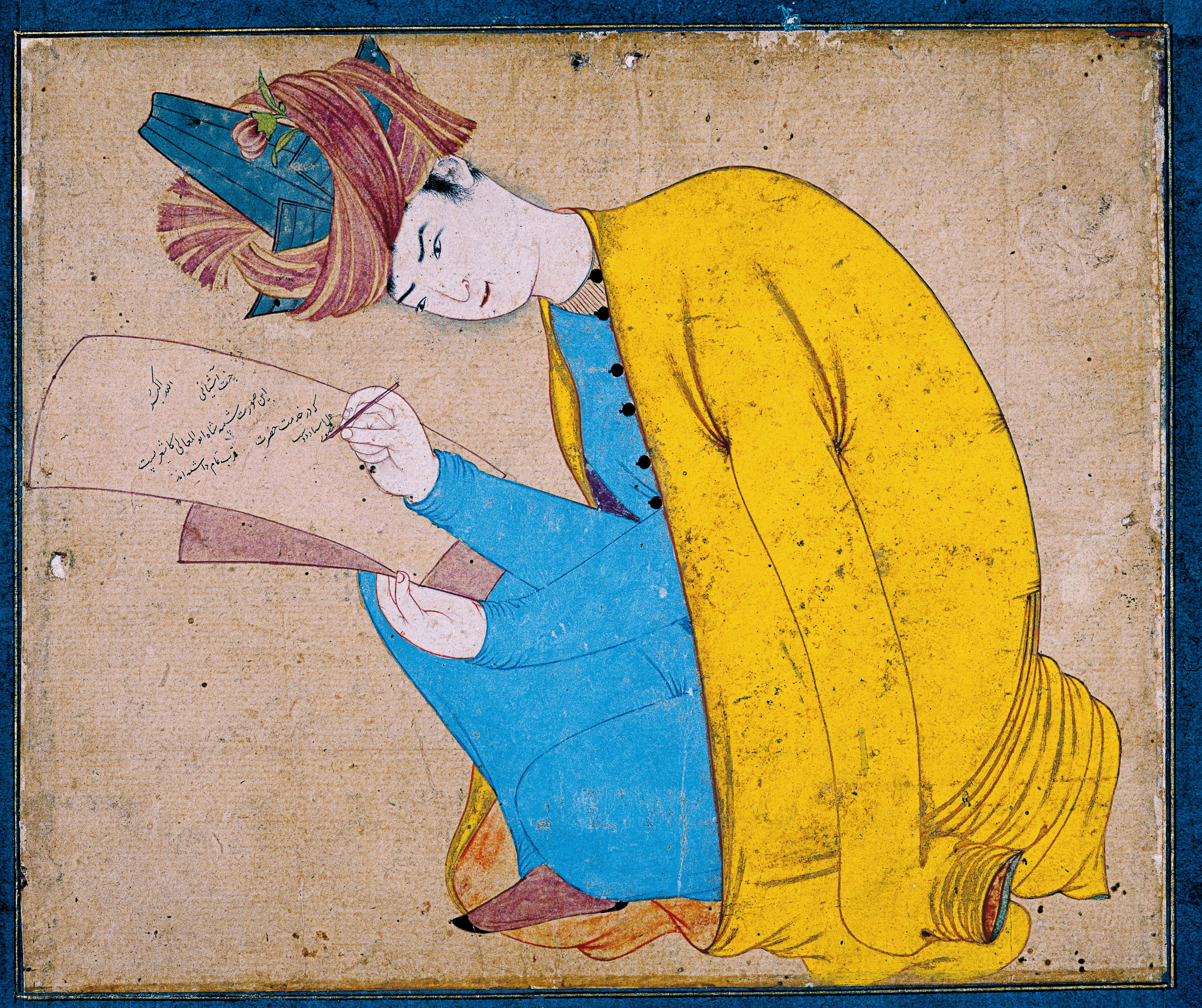
Miniatura persiana di Shah Abu'l Ma‘ali.
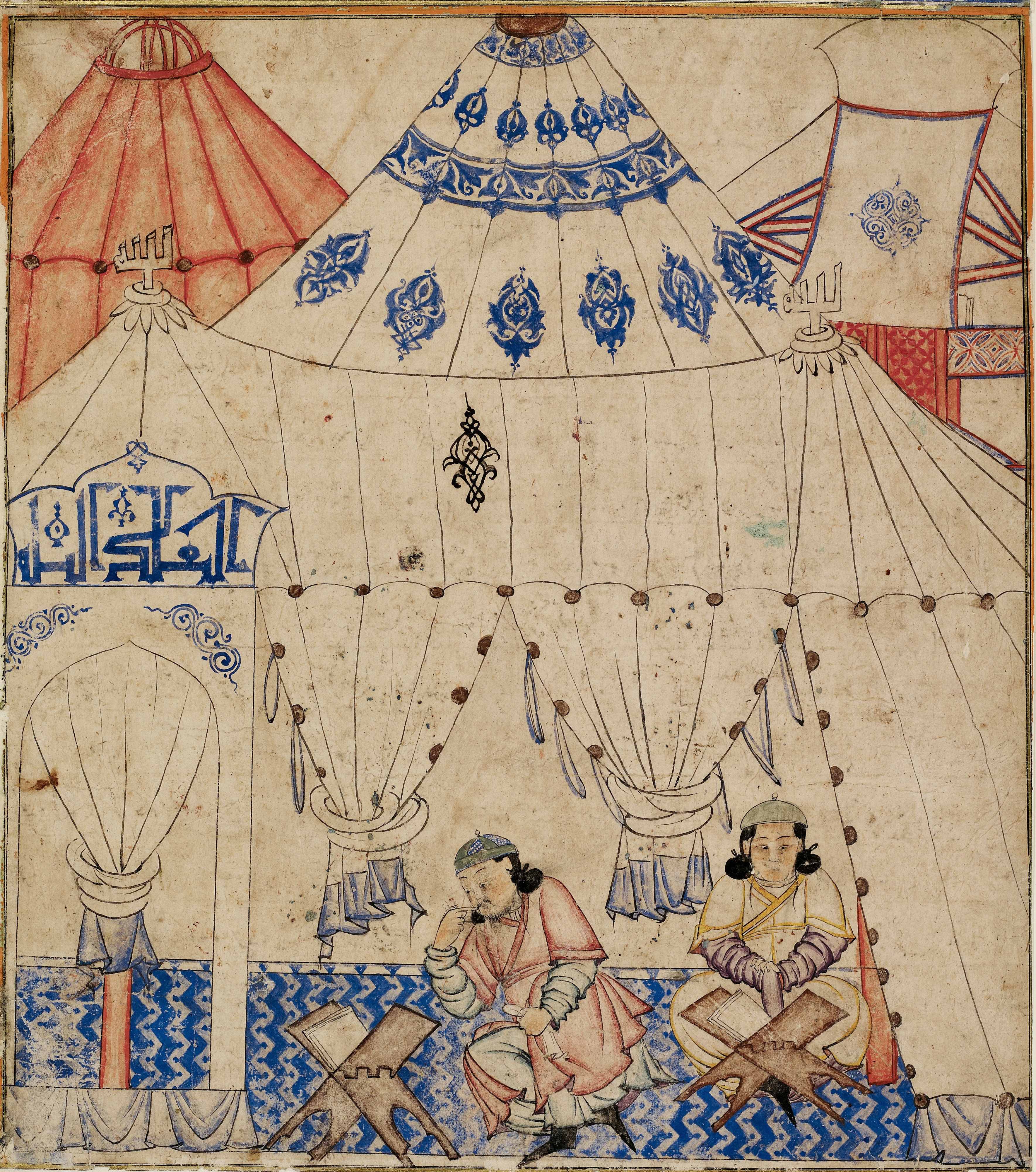
Il sovrano mongolo Ghazan mentre studia il Corano.
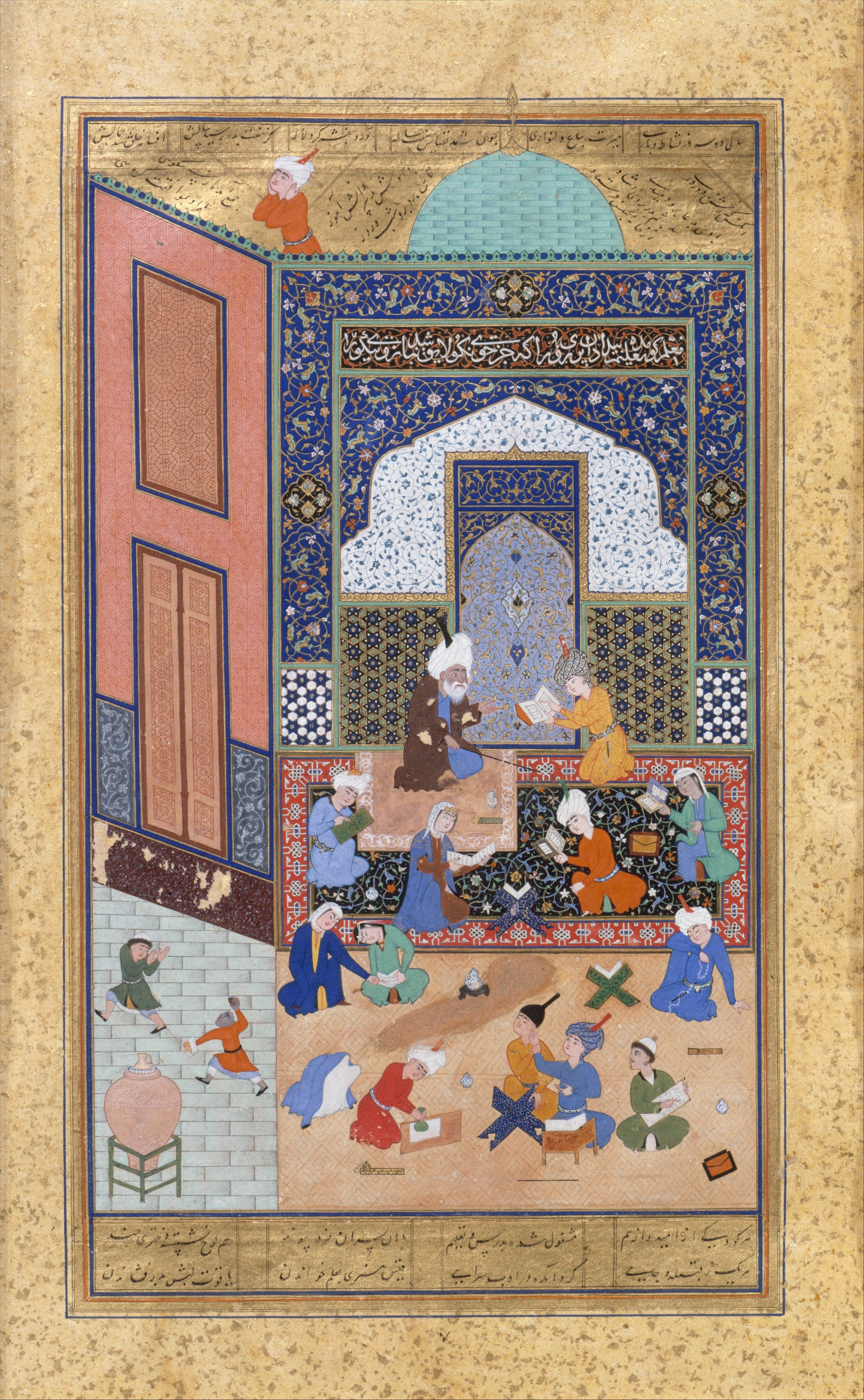
Layla e Majnun che studiano insieme.

L'epoca d'oro islamica coincise con il Medioevo nel mondo musulmano, iniziando con l'ascesa dell'Islam e la fondazione del primo Stato islamico nel 622. La fine dell'epoca è data in modo vario come il 1258 con la conquista mongola di Baghdad, o come il 1492 con il completamento della Reconquista cristiana dell'Emirato di Granada in al-Andalus, nella Penisola iberica. Durante il regno del califfo abbaside Hārūn al-Rashīd (786-809), venne inaugurata a Baghdad la leggendaria Casa della Saggezza, dove studiosi da varie parti del mondo cercavano di tradurre e accumulare tutta la conoscenza del mondo in arabo. Gli Abbasidi erano influenzati da ḥadīth e ordinanze coraniche, come "l'inchiostro di uno studioso è più sacro del sangue di un martire," che mettevano in risalto il valore della conoscenza. Le maggiori capitali islamiche di Baghdad, Cairo, e Cordova divennero i principali centri per la scienza, la filosofia, la medicine e l'educazione. Durante questo periodo, il mondo musulmano era una collezione di culture; misero insieme e fecero progredire la conoscenza ottenuta grazie alle antiche civiltà greca, romana, persiana, cinese, indiana, egiziana e fenicia.

### Ceramiche

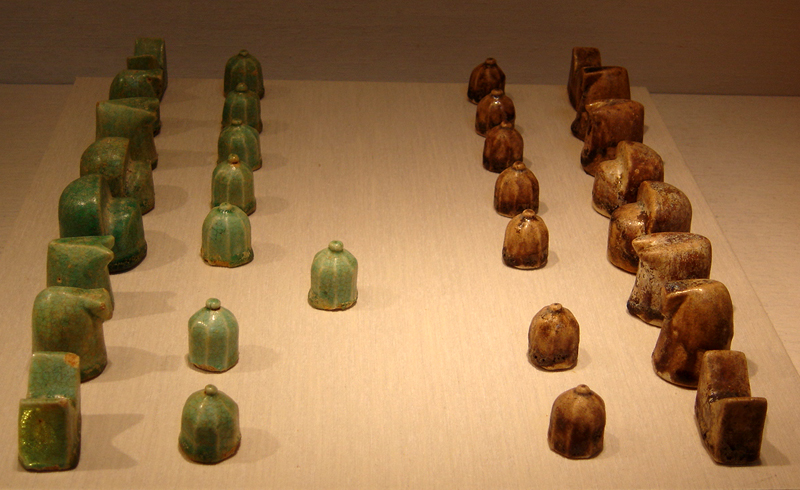
un set da shatranj (scacchi) di fattura selgiuchide, ceramica vitrea smaltata, XII secolo.

Tra l'VIII e il XVIII secolo, nell'arte islamica era prevalente l'uso di ceramica smaltata, di solito sotto forma di elaborate ceramiche. Smalto opacizzato con stagno fu una delle prime nuove tecnologie sviluppate dai vasai islamici. I primi smalti opachi islamici possono essere trovati come merci dipinte di blu a Bassora, risalenti all'incirca all'VIII secolo. Un altro contributo fu lo sviluppo di ceramiche vitrea, che ebbero origine in Iraq nel IX secolo. Altri centri di lavorazione innovativa della ceramica nel vecchio mondo includevano Al-Fustat (dal 975 al 1075), Damasco (dal 1100 fino circa al 1600) e Tabriz (dal 1470 al 1550).